# Kári Árnason
Kári Árnason est un ancien footballeur international islandais né le 13 octobre 1982. Il a évolué au poste de défenseur central.

## Biographie

### En club
Árnason est transféré à Aberdeen le 18 juillet 2011 après avoir été licencié de Plymouth Argyle à la suite d'une controverse salariale.
Le 14 juillet 2017, il retourne à l'Aberdeen FC.
A la fin de la saison 2017-2018, il retourne dans son premier club, le Víkingur Reykjavik, signant un contrat de deux ans jusqu'à la fin de la saison 2020.

### En équipe nationale
Il joue son premier match en équipe d'Islande le 30 mars 2005, en amical contre l'Italie (score : 0-0 à Padoue). Il inscrit son premier but le 12 octobre 2005, contre la Suède. Ce match gagné 3-1 à Solna rentre dans le cadre des éliminatoires du mondial 2006.
En 2016, il participe au championnat d'Europe 2016 organisé en France. Lors de cette compétition, il joue cinq matchs. Les islandais s'inclinent contre les français en quart de finale, après avoir créé la surprise en battant les Anglais en huitièmes.
En 2018, il participe à la Coupe du Monde en Russie. Il a joué l'intégralité du premier match de l'histoire de l'Islande en Coupe du Monde, contre l'Argentine (1-1), ainsi que le deuxième match contre le Nigéria. Lors du troisième match, il ne joue pas.

## Palmarès
Djurgårdens IF
- Champion de Suède en 2005
- Vainqueur de la Coupe de Suède en 2005